# Степановка (Чутовский район)
Степановка (укр. Степанівка) — село,
Скороходовский поселковый совет,
Чутовский район,
Полтавская область,
Украина.
Код КОАТУУ — 5325455305. Население по переписи 2001 года составляло 248 человек.

## Географическое положение
Село Степановка находится в 1,5 км от пгт Скороходово.
По селу протекает пересыхающий ручей с запрудой.
Рядом проходят автомобильная дорога Т-1722 и
железная дорога, станция Скороходово в 2,5 км.